# Universitätsplatz (Heidelberg)

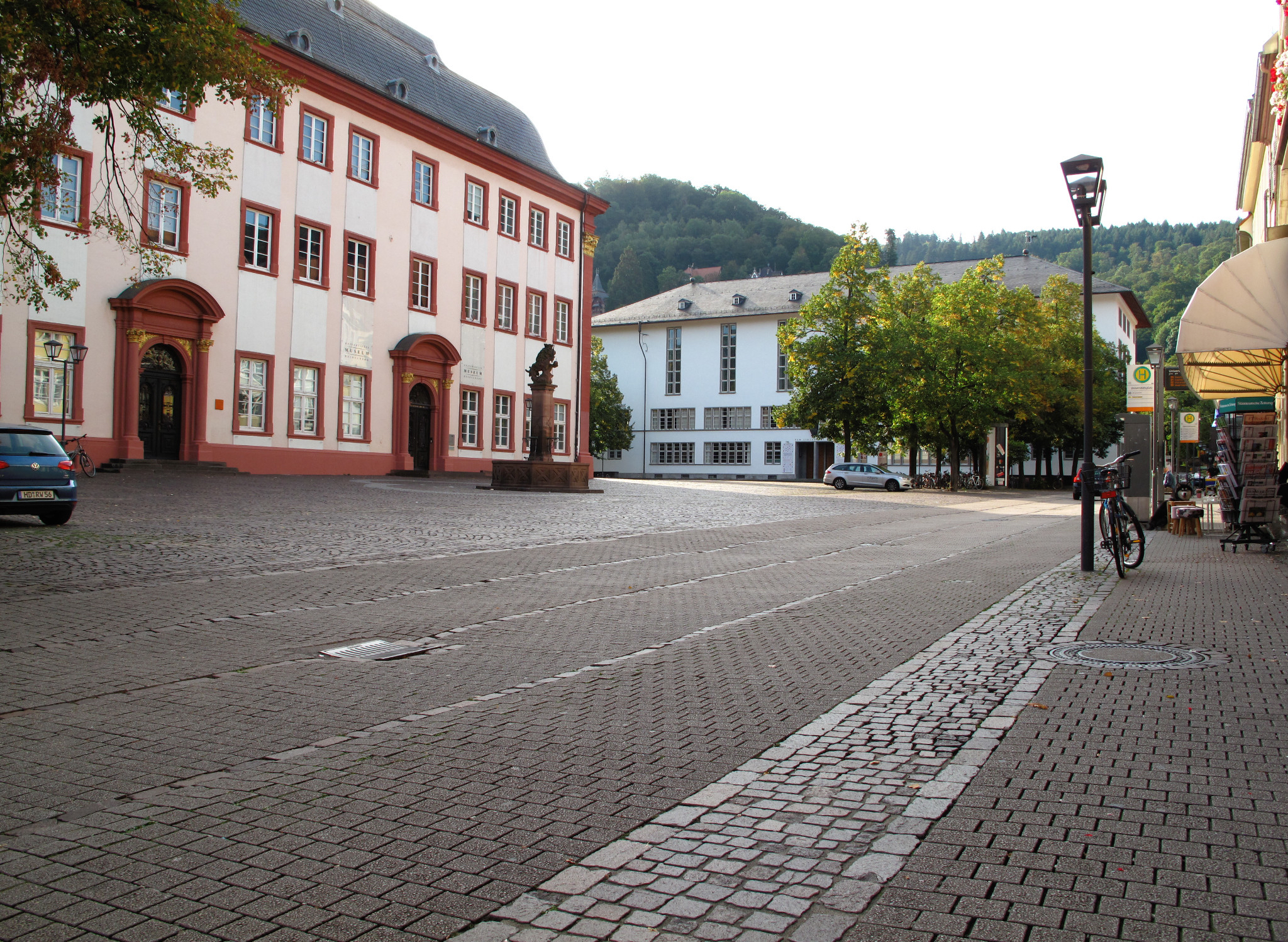
Der Universitätsplatz, von Nord-Westen aus fotografiert.

Der Universitätsplatz (früher Paradeplatz, Ludwigsplatz, ab 1928 Universitätsplatz, 1937–1945 Langemarckplatz) ist ein an der Heidelberger Hauptstraße gelegener öffentlicher Platz. An der Nordseite führt die Hauptstraße vorbei, an der Westseite verläuft die Grabengasse, die den Verlauf der ersten Stadtbefestigung markiert. Die Ost- und Südseite sind von den Universitätsgebäuden begrenzt, welche dem Platz seinen Namen geben.

## Geschichte

Ludwigsplatz mit Kollegiengebäude und Kaiser-Wilhelm-Denkmal (um 1910)

An der Stelle des heutigen Platzes stand das 1279 erstmals erwähnte Augustinerkloster. 1518 weilte Martin Luther im Kloster und rechtfertigte in der Heidelberger Disputation öffentlich seine Thesen. Mit dem Übertritt des Kurfürsten Friedrich III. zum Calvinismus und der folgenden Reformation der Kurpfalz wurde das Kloster aufgelöst und in ein Sapienzkolleg umgewandelt. Im Pfälzischen Erbfolgekrieg wurden die Gebäude 1693 zerstört und nicht wieder aufgebaut. Die Klosterruine wurde Anfang des 18. Jahrhunderts bis auf eine Höhe von 1,70 m abgetragen, die Räume aufgefüllt und der Platz eingeebnet. Kurfürst Karl Theodor kaufte das Gelände 1753 und ließ es zu einem Exerzierplatz umgestalten, der Paradeplatz genannt wurde. Ab etwa 1830 hieß er Ludwigsplatz (nach Großherzog Ludwig I.).
1901 wurde in der Mitte des Platzes ein bronzenes Reiterdenkmal für Kaiser Wilhelm I. errichtet. Dabei handelte es sich um eine Kopie eines von Adolf Donndorf für Stuttgart geschaffenen Standbildes. Es wurde am 4. Mai 1918 demontiert und eingeschmolzen.
Ab 1928 hieß der Platz Universitätsplatz. 1937 wurde der Platz auf Antrag des Reichsstudentenführers in Langemarckplatz (nach dem Mythos von Langemarck) umbenannt. Am 17. Mai und 16. Juli 1933 verbrannten Studenten „marxistische und undeutsche Schriften“ auf dem Universitätsplatz. Seit 1945 heißt der Platz wieder Universitätsplatz. 1978 wurde er umgestaltet und wie die Hauptstraße zur Fußgängerzone.

## Heutiger Zustand

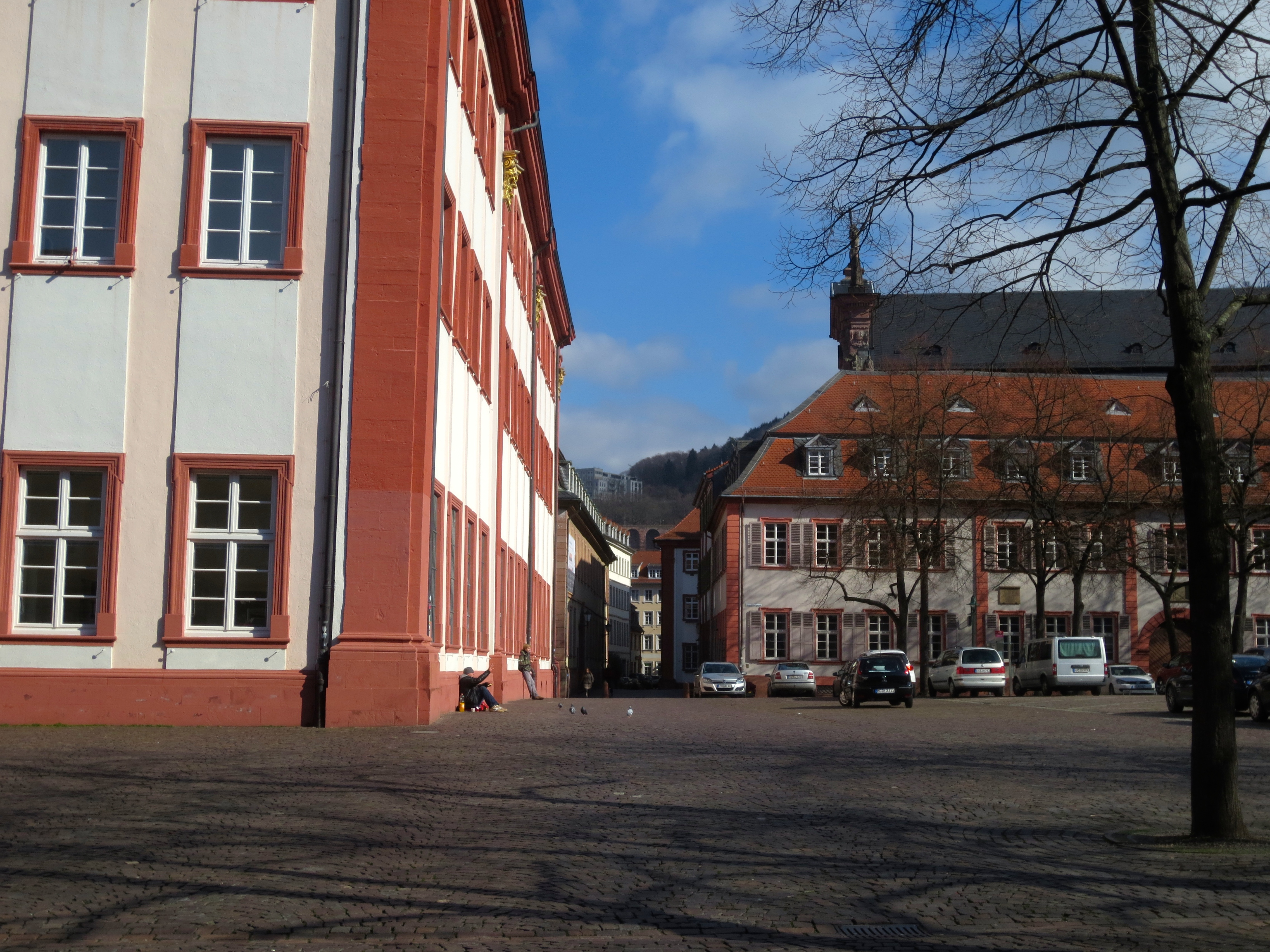
Blick Richtung Osten

Der Platz selbst ist gepflastert. Es sind zwei quadratische Baumgruppen angelegt und mehrere Litfaßsäulen aufgestellt. In das Pflaster eingelassen sind Gedenkplatten zur Erinnerung an Luthers Disputation 1518 und an die Bücherverbrennungen 1933.
Im Norden befindet sich das Gebäude der Alten Universität, das von 1712 bis 1735 erbaut wurde. Ihm gegenüber am südlichen Rand des Platzes steht das in den 1930er Jahren anstelle des so genannten Kollegienhauses errichtete Gebäude der Neuen Universität.
Vor dem Hauptportal der Alten Universität steht der Löwenbrunnen, der früher eine wichtige Rolle für die Wasserversorgung der Stadt spielte. Er stammt vermutlich aus der frühen Neuzeit und wird von einem Löwen, dem Wappentier der Kurpfalz, bekrönt.
Die Bushaltestelle am Universitätsplatz ist die zentrale der Stadt und macht sie zu einem wichtigen Verkehrsknotenpunkt, vor allem für Studenten (speziell der der Geisteswissenschaften, die in der Altstadt tätig sind), aber auch für Touristen, die von dort aus viele Sehenswürdigkeiten schnell erreichen können. Im Sommer wird von anliegenden Restaurants dort in der Regel eine Art Straßencafé errichtet.
Der Platz wird regelmäßig für Veranstaltungen wie die Heidelberger Literaturtage oder den Weihnachtsmarkt genutzt.

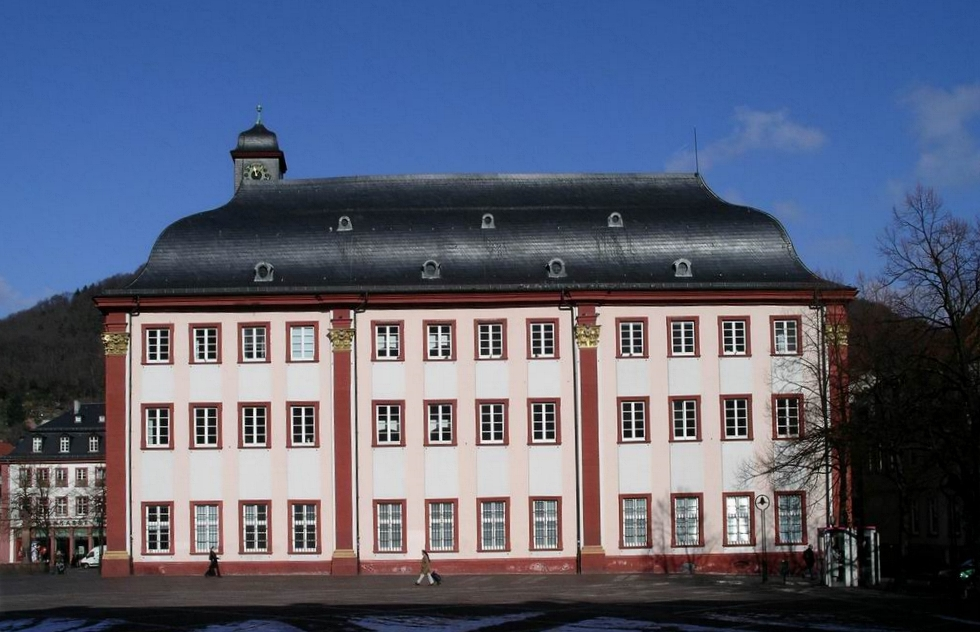
Alte Universität
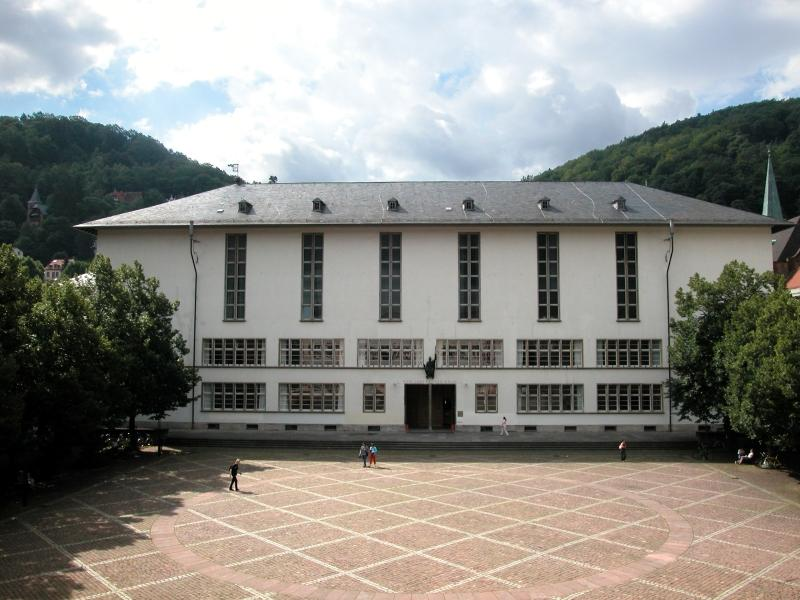
Neue Universität
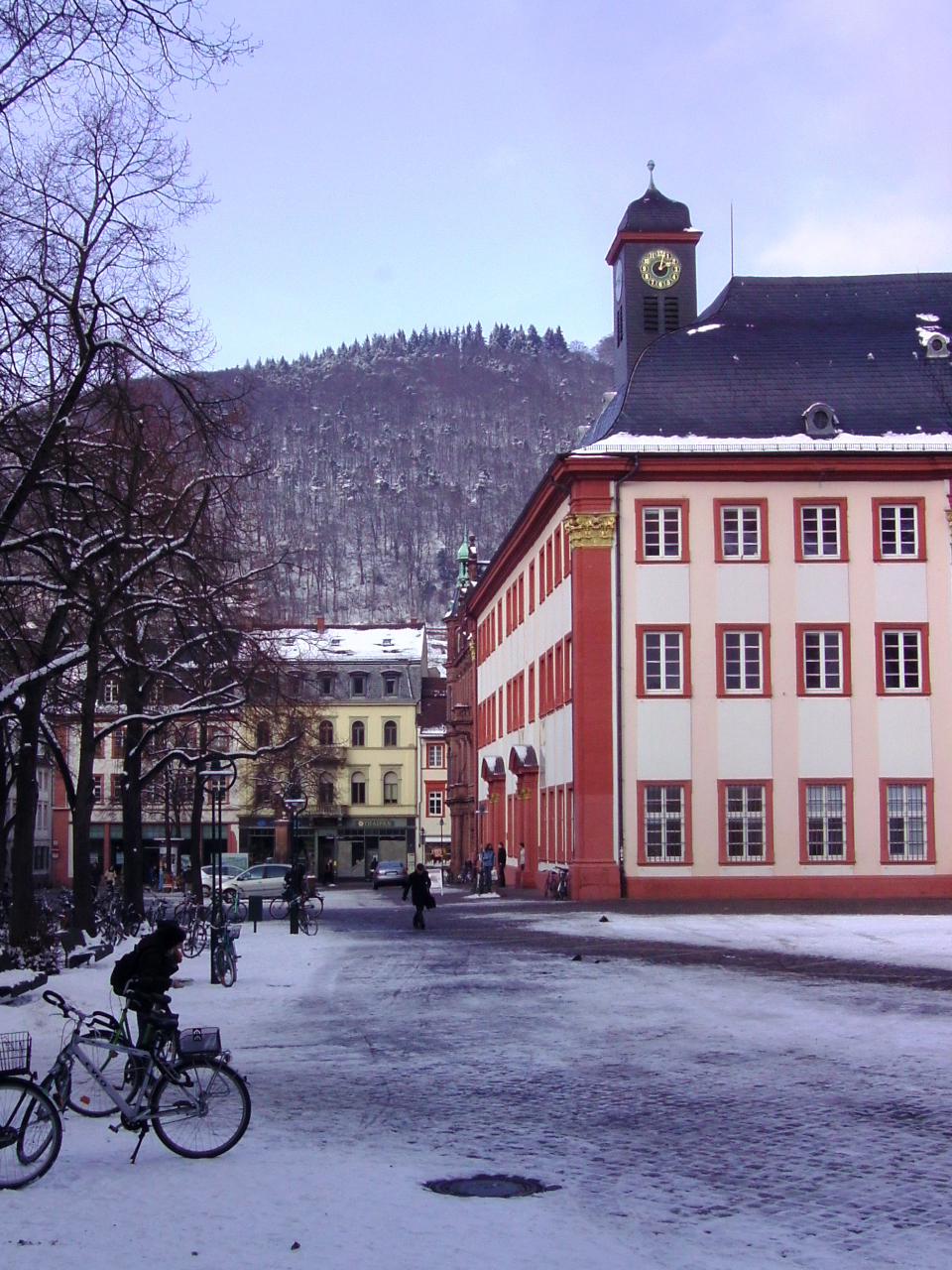
Blick Richtung Norden zur Hauptstraße
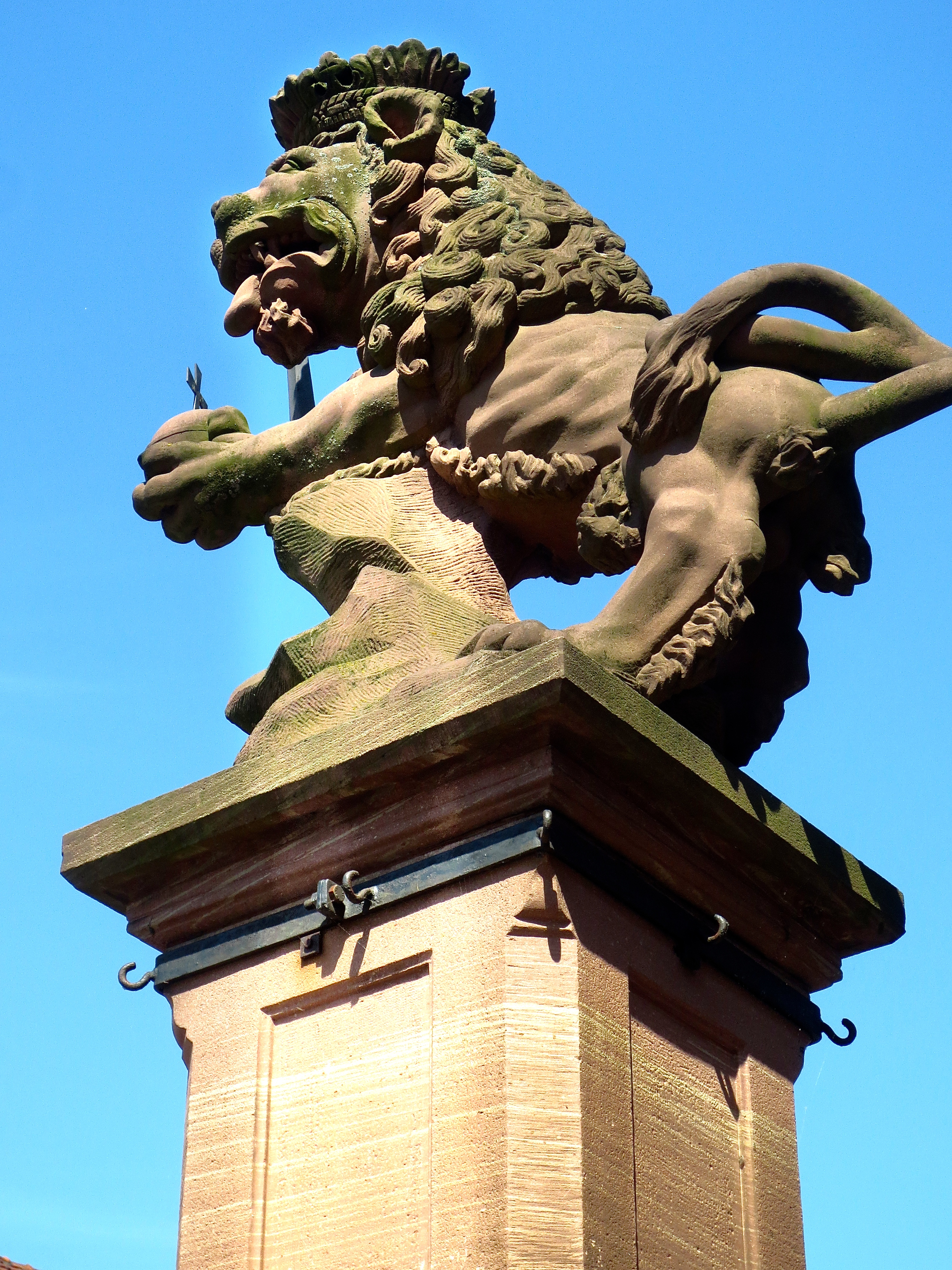
Löwenbrunnen
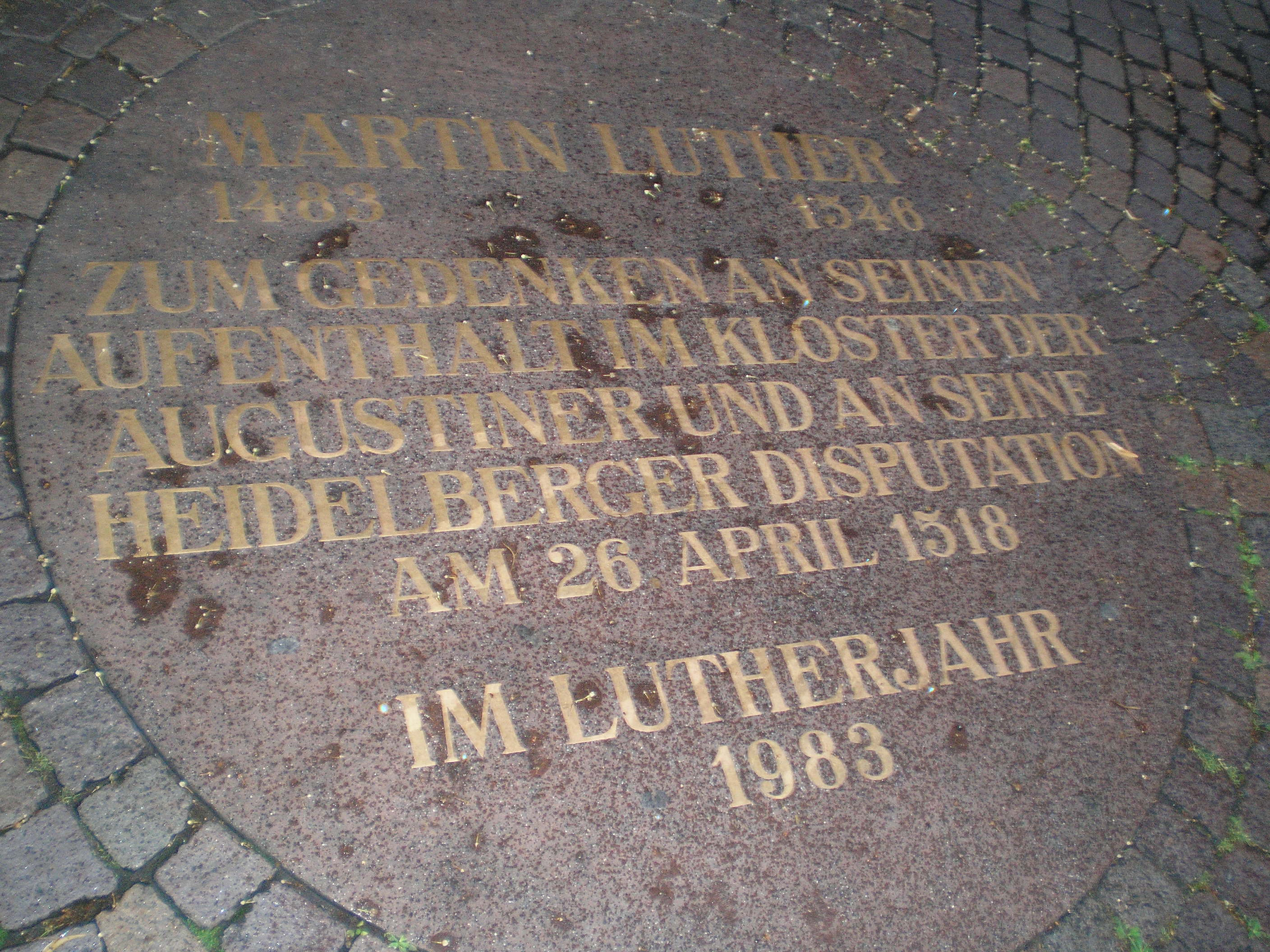
Gedenkplatte für Luther
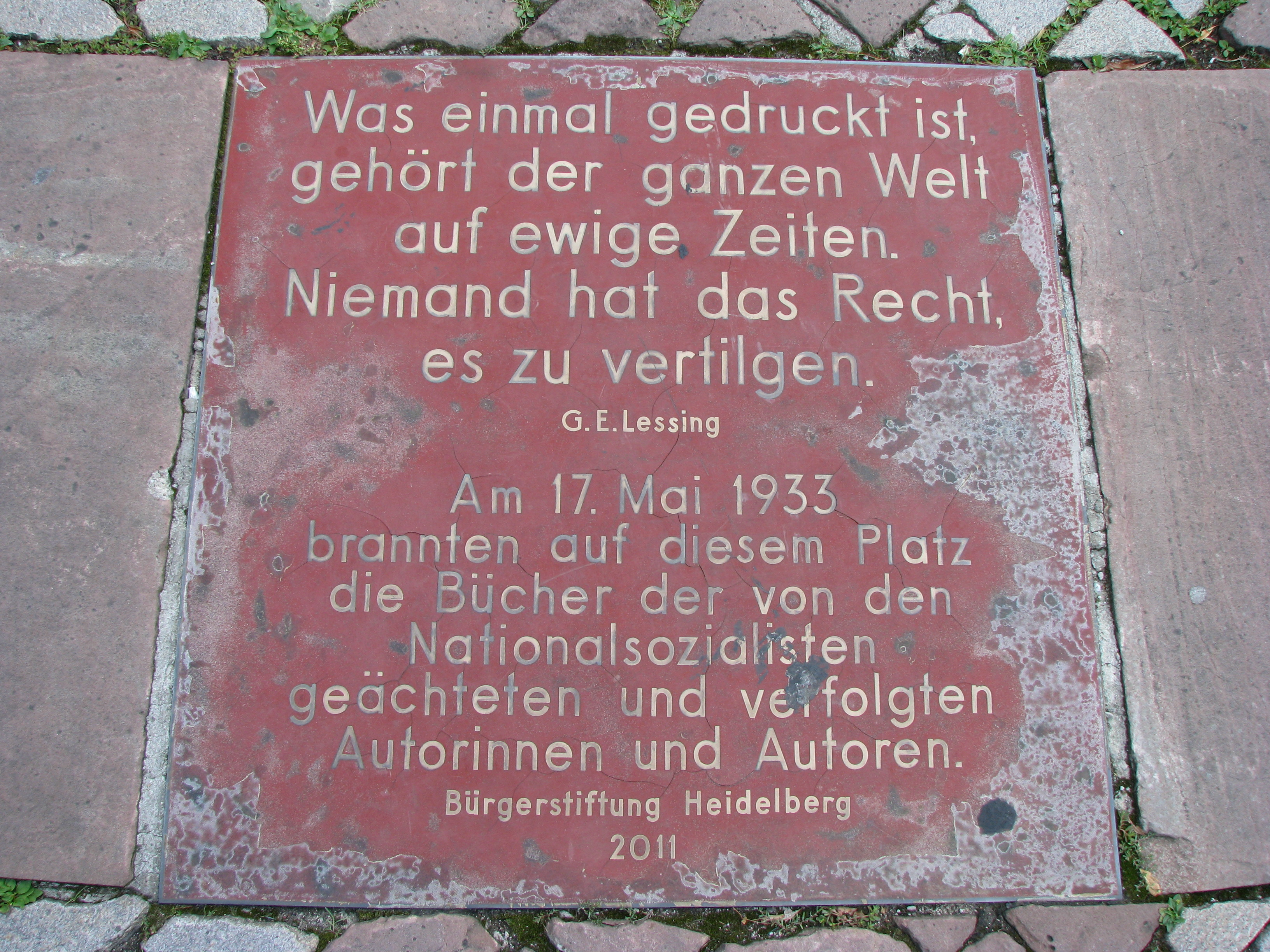
Gedenkplatte Bücherverbrennung
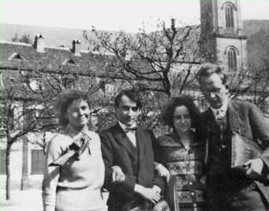
n.n.; Hugo Friedrich; Hannah Arendt; Benno von Wiese (1928)